# Phyllanthus barbarae
Phyllanthus barbarae là một loài thực vật có hoa trong họ Diệp hạ châu. Loài này được M.C.Johnst. miêu tả khoa học đầu tiên năm 1986.